# Rejon lwowski (1940–1946)
Rejon lwowski (ukr. Львівський район) – dawna jednostka podziału administracyjnego Ukraińskiej Socjalistycznej Republiki Radzieckiej w Związku Socjalistycznych Republik Radzieckich w latach 1940–1941 i 1944–1946. Należał do obwodu lwowskiego. Siedziba władz rejonu znajdowała się we Lwowie.
Rejon lwowski został utworzony 17 stycznia 1940 na podstawie dekretu Prezydium Rady Najwyższej USRR o podziale na rejony zachodnich obwodów USRR, kiedy to w obwodzie lwowskim utworzono 37 rejonów, między innymi lwowski. Rejon objął obszary zniesionych gmin Dublany i Zimna Woda oraz południową część Brzuchowice. Obszary te należały przed wojną do powiatu lwowskiego w województwie lwowskim.
Rejon lwowski przestał istnieć wraz z wybuchem wojny niemiecko-radzieckiej 22 czerwca 1941. Jego tereny weszły w skład Landkreis Lemberg oraz miasta Lemberg dystryktu galicyjskiego Generalnego Gubernatorstwa.
Rejon został odtworzony 29 czerwca 1944, po zajęciu tych terenów przez Armię Czerwoną.
1 listopada 1946 rejon lwowski zniesiono, przenosząc siedzibę ze Lwowa do Brzuchowic i przekształcając go w rejon brzuchowicki.